# Tommaso Bisi
Tommaso Bisi (Milano, 11 novembre 1887 – Mulazzano, 20 marzo 1945) è stato un politico italiano.

## Biografia
Giornalista, fu deputato della Camera del Regno d'Italia in quattro legislature (XXVII, XXVIII, XXIX, XXX). Dal 6 novembre 1926 al 9 luglio 1928 fu sottosegretario al Ministero dell'economia nazionale del Governo Mussolini.
Fu il primo presidente dell'Ente nazionale per la cinematografia (ENAC), dal 1928 al 1929.